# Slieve Donard
Der Slieve Donard (irisch: Sliabh Dónairt < Sliabh Domhanghairt) ist mit 849 m der höchste Berg Nordirlands. Er liegt im County Down an der Ostküste beim Städtchen Newcastle. Der Berg ist der östlichste der Mourne Mountains, sein Gipfel ist nur gerade drei Kilometer von der Küste entfernt. Vom Gipfel aus ist die 50 km entfernte Stadt Belfast erkennbar.
Die Wanderung hinauf zum Gipfel kann als leicht bezeichnet werden, wenn auch der Weg an einigen Stellen erodiert ist. Sehenswert ist der Mourne Wall, eine 35 km lange Trockenmauer, die rund um die Bergkette errichtet wurde, um das Quellgebiet zu umschließen. Auf dem Slieve Donard verläuft die Mauer entlang der westlichen und nördlichen Schulter.
Benannt ist der Berg nach dem Heiligen Domangart (auch als St. Donard bezeichnet), einem Begleiter des Heiligen Patrick von Irland und Schutzpatron des Dorfes Maghera. Der Überlieferung nach baute er am Fuß des Berges eine Kirche und auf dem Gipfel eine Kapelle. Er soll im Jahr 507 gestorben sein.
Auf dem Gipfel lag das ausgegangene Passage tomb von Ballagh Beg.

Der Slieve Donard vom Süden